# 広島県立福山北特別支援学校
広島県立福山北特別支援学校（ひろしまけんりつ ふくやまきたとくべつしえんがっこう）は、広島県福山市加茂町にある県立特別支援学校。
現在の校地がある地点は、2011年3月31日まで広島県立自彊高等学校であった。

## 所在地
- 〒720-2412　広島県福山市加茂町大字下加茂6番地

## 学部
- 小学部
- 中学部
- 高等部

## 沿革
- 1976年（昭和51年）4月1日 - 開校。
- 1977年（昭和52年）4月1日 - 中学部を設置。
- 1978年（昭和53年）4月1日 - 高等部を設置。
- 2007年（平成19年）4月1日 - 校名を「広島県立福山北養護学校」から「広島県立福山北特別支援学校」に名称変更。
- 2013年（平成25年） - 現在地に移転（加茂町大字下加茂）[2]

## 最寄駅
- JR福塩線:万能倉駅北口より徒歩10分。